# 조선로동당 제5차 대회
조선로동당 제5차 대회(朝鮮勞動黨第5次大會)는 1970년 11월 2일부터 11월 13일까지 진행된 조선로동당의 당대회다. ‘전국적 범위에서의 반제반봉건민주주의혁명’이라는 당면 목표와 ‘공산주의 사회건설’이라는 최종목표 및 조선공산주의 운동의 전통을 계승한다는 입장은 제4차 대회와 동일하나, 당의 지도 이념으로 마르크스-레닌주의와 함께 김일성의 주체사상이 추가되었다.

## 통계
- 당원: 약 160만 명
- 당세포: 약 12,000개
- 대의원: 1734명 (발언권을 가진 사람은 137명)
- 당원의 인구비: 13%